# Luigi Quaini
Luigi Quaini (Ravenna, 1643 – Bologna, 1717) è stato un pittore italiano del periodo tardo-barocco appartenente alla scuola bolognese.

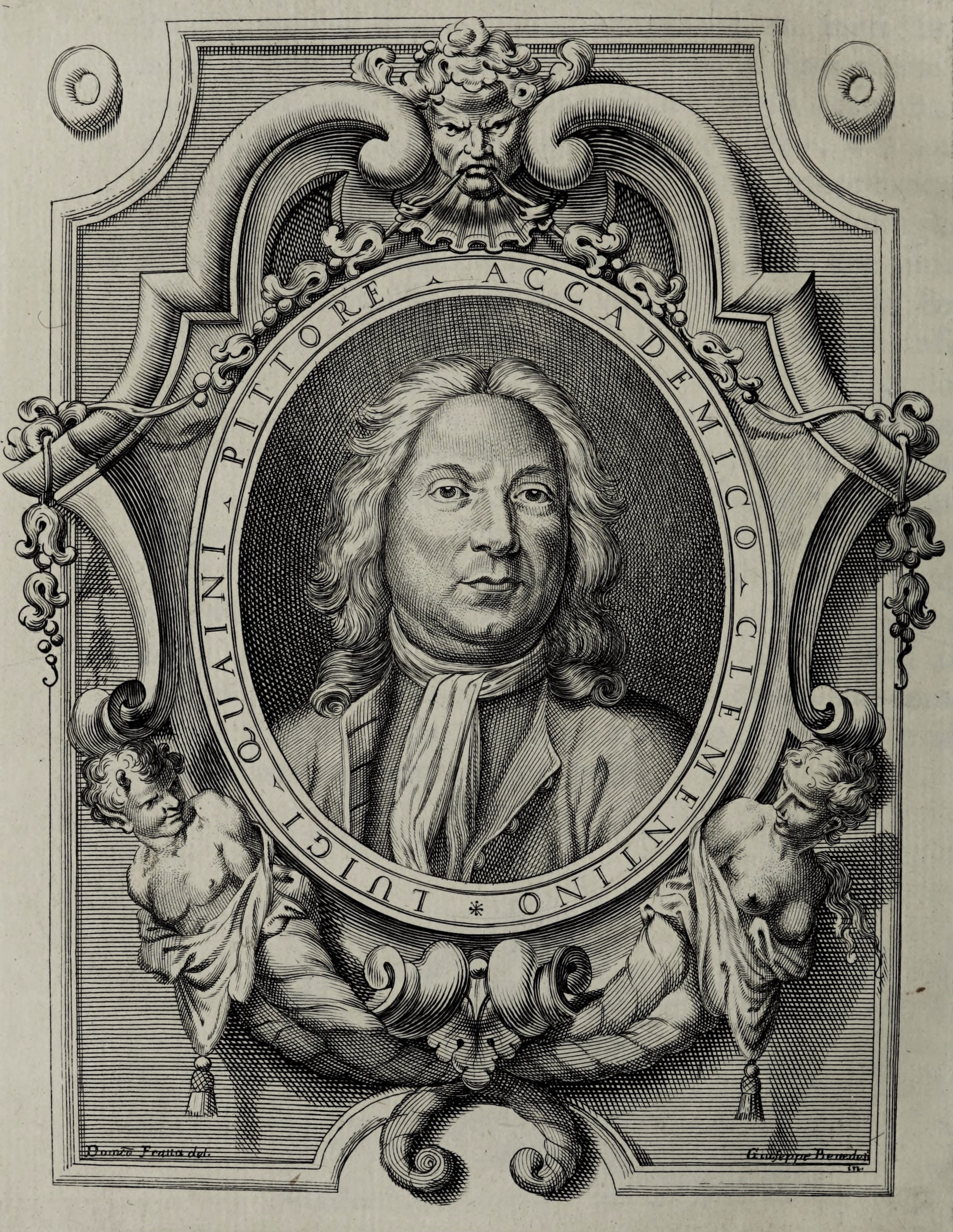
Luigi Quaini (bulino).

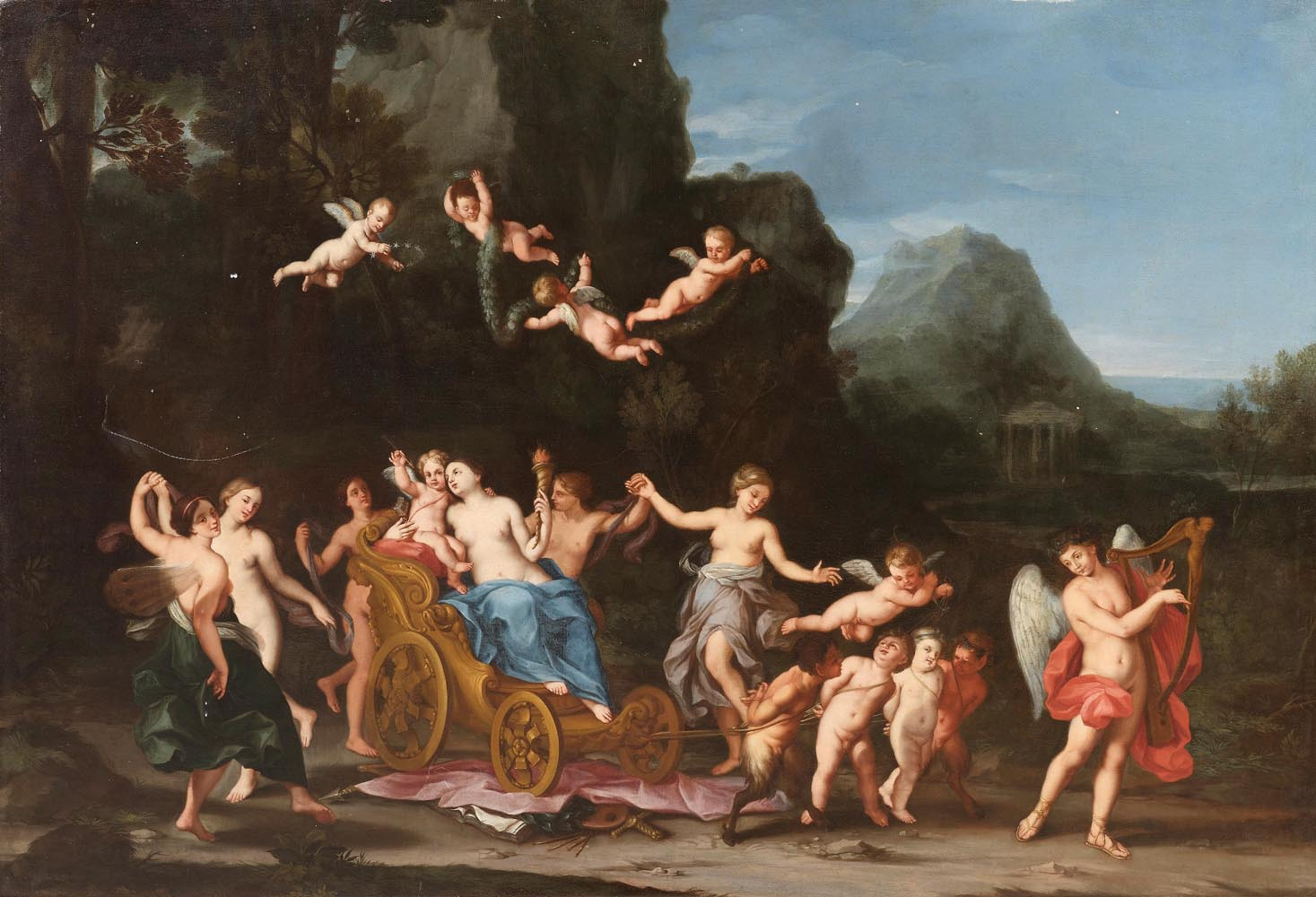
Trionfo di Venere e cupido

Figlio di Francesco Quaini e di Felicita Briccioli, che Francesco aveva sposato a Forlì, dove stava lavorando con Carlo Cignani. Luigi nacque probabilmente a Ravenna. dove i suoi si erano trasferiti, sempre per motivi di lavoro. Apprese i primi rudimenti di pittura dal padre, poi studiò con Agostino Mitelli, in seguito con il Guercino ed infine con suo cugino Carlo Cignani.
Pare, a quanto dice Luigi Lanzi che le opere di Luigi Quaini fossero quasi impossibili da distinguere rispetto a quelle del Cignani.
Insieme a Marcantonio Franceschini lavorò a Roma, Modena, Genova e Bologna, in questo sodalizio artistico il Quaini dipingeva i paesaggi mentre il Franceschini le figure.
Realizzò parecchie pale d'altare presso le chiese bolognesi quali la Visitazione presso la chiesa di San Giuseppe, la Pietà della chiesa della Carità e San Nicolò visitato dalla Vergine nella chiesa di San Nicolò.
Quaini collaborò inoltre alla composizione di alcuni mosaici della basilica di San Pietro a Roma stendendone i disegni.